# Acronicta inconstans
Acronicta inconstans är en fjärilsart som beskrevs av Smith. Acronicta inconstans ingår i släktet Acronicta och familjen nattflyn. Inga underarter finns listade i Catalogue of Life.